# Centrum Nauki i Techniki EC1 w Łodzi
Centrum Nauki i Techniki EC1 – centrum nauki znajdujące się w zrewitalizowanej Elektrowni Łódzkiej przy ul. Targowej 1/3 w Łodzi. Centrum zostało otwarte 7 stycznia 2018 roku i wchodzi w skład kompleksu EC1 Łódź – Miasto Kultury. Instytucja współprowadzona jest przez Miasto Łódź oraz Ministra Kultury i Dziedzictwa Narodowego. Nazwa EC1 to akronim odwołujący się do późniejszej, lecz także historycznej nazwy obiektu, czyli elektrociepłowni nr 1 w Łodzi.
Centrum nauki jest skierowane do szerokiego grona odbiorców mając na celu popularyzację nauki, techniki oraz aktywizację zwiedzających w poznawaniu świata. Interaktywne eksponaty pozwalają wykonywać zwiedzającym eksperymenty m.in. z zakresu: akustyki, elektromagnetyzmu, magnetyzmu, mechaniki płynów, optyki, przewodnictwa cieplnego, radioaktywności.

## Historia miejsca
Centrum Nauki i Techniki EC1 powstało w dawnych, zrewitalizowanych budynkach pierwszej łódzkiej elektrowni. Historyczna zabudowa, w której znajduje się część ekspozycji została zbudowana w 1929 roku, jako rozbudowa działającej od 1907 roku Elektrowni Łódzkiej. Nowe budynki były nazywane „nową centralą”, ponieważ oprócz zwiększenia mocy produkcyjnej, przeniesiono także oraz scentralizowano nadzór i sterowanie nad poszczególnymi urządzeniami i procesami niezbędnymi w produkcji energii elektrycznej.
Na początku lat 50. Elektrownia Łódzka, została zmodernizowana i była w stanie produkować parę technologiczną na potrzeby łódzkiego przemysłu. Jednak dopiero w latach 60. zmieniono nazwę Elektrowni Łódzkiej na Elektrociepłownię nr 1, wiązało się to bezpośrednio z ukończeniem budowy Elektrociepłowni nr 2 oraz utworzeniem Łódzkiego Zespołu Elektrociepłowni. W takiej formie całość pracowała na rzecz miasta Łodzi do roku 2000.

## Architektura
Hala maszyn (wcześniejsza) – budowla o formach wczesnomodernistycznych z secesyjnym detalem we wnętrzach. Projekt  został wykonany ok. roku 1905 przez architekta Diettmara (Brak bliższych danych biograficznych, pracownik warszawskiego oddziału niemieckiej firmy "Siemens & Halske"), realizacja budowy lata 1906-1907.
Projekt rozbudowy Elektrowni Łódzkiej (modernizm historyzujący) – przekształcenie pierwotnego projektu wykonał architekt Dawid Lande.
Proces rewitalizacji kompleksu EC1 prowadzony pod nadzorem konserwatorskim rozpoczął się w 2010 r. i był podzielony na dwa etapy:
- EC1 Wschód – projekt – architekt Rafał Mysiak
- EC1 Zachód – projekt – architekci Zbigniew Bińczyk oraz Mirosław Wiśniewski

## Ekspozycja
Powierzchnia ekspozycji wynosi ponad 18 tys. m², a całkowity koszt jej wyposażenia wyniósł 45,5 mln zł z czego blisko 18,4 mln zł to dofinansowanie z Europejskiego Funduszu Rozwoju Regionalnego.
Ekspozycja stała składa się z trzech ścieżek tematycznych: „Przetwarzanie energii”, „Rozwój wiedzy i cywilizacji” oraz „Mikroświat – Makroświat”. Ekspozycja wzbogacona jest o audytorium, sferyczne kino 3D oraz przestrzenie laboratoryjne podzielone zgodnie z tematyką ścieżek.
W sezonie letnim dostępny jest dla zwiedzających taras widokowy, zlokalizowany na szczycie ok. 40 metrowej chłodni kominowej.

### Przetwarzanie energii
Ścieżka historyczno-techniczna, skupia się na oryginalnym charakterze miejsca w różnych okresach oraz przedstawia przemianę energetyczną na podstawie konwencjonalnej elektrowni cieplnej opalanej węglem kamiennym.
Historyczna część ścieżki obejmuje: relacje byłych pracowników, materiały archiwalne, historie miejsca od powstania do chwili obecnej, łódzki kontekst historyczny, znaczenie dla łódzkiej oraz krajowej energetyki.
Techniczna część ścieżki skupia się na wykorzystaniu, wędrówce i znaczeniu: węgla, wody/pary wodnej, powietrza (tlenu) oraz użytkowaniu i znaczeniu poszczególnych elementów elektrowni/elektrociepłowni w procesie produkcji energii cieplnej i energii elektrycznej.
W skład ścieżki wchodzą dobrze zachowane pomieszczenia Elektrowni Łódzkiej wraz z oryginalnym lub odtworzonym wyposażeniem:
- Zmiękczalnia – elementy systemu demineralizacji i przygotowania wody kotłowej (elementy znajdują się na placu węglowym).
- Pompownia – pompy oraz silniki napędzające pompy, awaryjna turbina parowa napędzająca pompę, zawory wodne i parowe, zbiornik wody zasilającej z odgazowywaczem.
- Kotłownia – kotły opłomkowe z paleniskiem rusztowym, walczak, sąsieki, leje popiołowe, młynki żużla, pompy pulpy popiołowej, konwejer (przenośnik kubełkowy), systemy rur wodnych i parowych.
  - 2 kotły wykonane przez firmę L. Zieleniewski i s-ka z Krakowa (projekt Babcock & Wilcox)
  - 2 kotły wykonane przez firmę Stocznia Gdańska (patent Doebler[11])
- Maszynownia – fundamenty turbozespołu, turbozespół, suwnica, chłodnica turbogeneratora.
  - Turbozespół firmy Brown Boveri
  - Suwnica wykonana przez firmę K. Rudzki i S-ka z Warszawy (projekt firma L. de Roll z Berna)
- Rozdzielnia – pomieszczenia rozdzielni 3kV, szafy rozdzielcze, rozłączniki, odłączniki, wyłączniki, dławiki przeciwzwarciowe, transformator.
- Nastawnia – szafy i konsole sterownicze, pomiarowe i sygnalizacja centralna, synchronizator sieciowy, urządzenia zabezpieczające (zabezpieczenia elektryczne), przekaźniki, korkowa podłoga.
- Chłodnia kominowa – zrekonstruowany zraszalnik. odrestaurowana drewniana obudowa chłodni kominowej.
- Kompresorownia – odkurzacz centralny, instalacja sprężonego powietrza.
- Szatnia pracownicza – zachowane i uzupełnione szafki pracownicze: stroje robocze oraz stroje i elementy codziennego użytku z lat 30, 50, 70. i 90. XX wieku.
- Plac węglowy (teren zewnętrzny) – kanały węglowe wraz z przenośnikami taśmowymi, wyładowarki bramowe, instalacje odpylania spalin, popielnik, walczak, wirnik turbiny parowej.

Ekspozycja w interaktywny sposób wykorzystuje część oryginalnych elementów dając możliwość symulacji: pracy kotła, pracy zaworów, pracy turbozespołu (model), pracy w nastawni i pracy przy dystrybucji wytworzonej energii elektrycznej.
Ponad to, w tematyce energetyki konwencjonalnej wspomniany jest potencjał oraz możliwość wykorzystania innych paliw kopalnych oraz przedstawiony jest model elektrowni jądrowej.
W tematyce alternatywnych źródeł energii przedstawione i omówione są modele elektrowni geotermalnej, elektrowni szczytowo-pompowej, instalacji fotowoltaicznej i łopata turbiny wiatrowej.
Wyłącznym sponsorem ścieżki edukacyjnej "Przetwarzanie energii" jest Veolia Energia Łódź SA, w ramach współpracy powstają materiały o charakterze historycznym, ale także zajęcia zorientowane na zrównoważony rozwój i ekologię.

### Rozwój wiedzy i cywilizacji
Ścieżka interaktywna przedstawia najciekawsze doświadczenia, eksperymenty oraz wynalazki będące kamieniami milowymi w rozwoju ludzkości
Poruszane zagadnienia to:
- Maszyny proste
  - Wielokrążki
  - Dźwignia
  - Pochylnia (równia pochyła)
  - Przekładnia zębata
  - Przekładnia pasowa
  - Zegar wahadłowy
- Akustyka
  - Analiza dźwięku
  - Akustyczna lewitacja
  - Długość fali
- Silniki cieplne
  - Silnik benzynowy (spalanie wewnętrzne)
  - Silnik Stirlinga (spalanie zewnętrzne)
  - Maszyna parowa
- Ruch
  - Rezonans
  - Wahadło Foucaulta
- Aerodynamika
  - Tunele aerodynamiczne
  - Szybowiec (SZD-24 Foka)
  - Efekt Magnusa
- Hydraulika
  - Podnośnik hydrauliczny
  - Hamulec hydrauliczny
  - Nurek Kartezjusza
  - Paradoks hydrodynamiczny
  - Zwężka Venturiego
- Elektromagnetyzm
  - Pole magnetyczne
  - Prądy wirowe
  - Indukcja elektromagnetyczna
  - Elektromagnes
  - Elektrostatyka
- Promieniowanie elektromagnetyczne
  - Fale radiowe
  - Ściana mionowa
  - Komora Wilsona
  - Promieniowanie rentgenowskie
  - Ochrona radiologiczna
- Optyka
  - Soczewki
  - Teleskop optyczny
  - Mikroskop optyczny
  - Pryzmat
  - Zwierciadło
  - Dyfrakcja
  - Laser
  - Świetlówka
  - Rurka Geisslera
- Termografia
  - Zjawisko Hershela

### Mikroświat – Makroświat
Ścieżka wnikliwa, przedstawiająca świat w pełnej skali od mikroobiektów do największych obiektów we wszechświecie:
- Mikroświat
  - Nanolab – miejsce, gdzie przedstawione jest wykorzystanie nanotechnologii w technice, mikroskop stereoskopowy umożliwiający przyglądanie się z bliska ciekawym obiektom.
  - Obiekty w skali świata mikroskopowego
  - Stanowiska przedstawiające zagadnienia związane z atomami, pierwiastkami, kwarkami oraz budową krystaliczną.
- Makroświat
  - Stanowiska przedstawiające metody pomiaru odległości w kosmosie: metoda paralaksy oraz metoda świecy standardowej
  - Obiekty w skali świata makroskopowego
  - Ekrany sferyczne ze zbiorem informacji o Ziemi i gwiazdach
- Strefa człowiek w kosmosie (Uzupełnienie ścieżki o obiekty związane z obecnością człowieka w kosmosie i modele obiektów znajdujące się na Międzynarodowej Stacji Kosmicznej)
  - Moduł Cupola – moduł obserwacyjny
  - Moduł COLBERT(inne języki) – przyrząd treningowy (bieżnia) dostosowany do potrzeb astronautów
  - Żyroskop
  - Kamera badająca obecność fotosyntezy na powierzchni Ziemi
  - Symulator mikrograwitacji
  - Symulator zmniejszonej grawitacji
  - Wirtualny symulator podróży kosmicznej

## Udogodnienia dla osób z  niepełnosprawnością
Większość przestrzeni oraz stanowisk jest dostępnych i dostosowanych do potrzeb osób z niepełnosprawnościami:
- Tabliczki informacyjne posiadają napisy wykonane alfabetem Braille’a
- Stanowiska multimedialne posiadają 3 różne dopasowania kontrastowe dla przedstawianych treści
- Dostępny jest audioprzewodnik dla osób niewidomych i słabowidzących.
- Na każdym piętrze znajduje się przynajmniej jedna toaleta dostosowana do potrzeb osób z niepełnosprawnością.
- We współpracy z Fundacją JiM w każdy pierwszy wtorek miesiąca organizowane są "ciche wtorki". Są to dni, gdzie bodźce występujące na ekspozycji są dostosowane do potrzeb osób ze spektrum autyzmu oraz innymi neurotrudnościami[14].